# Gesse des bois
Lathyrus sylvestris
Espèce
Classification phylogénétique
La gesse des bois, encore appelée gesse sauvage (Lathyrus sylvestris), est une espèce de plantes à fleurs de la famille des Fabaceae (de la sous-famille des Faboideae selon la classification phylogénétique). C'est une plante herbacée vivace originaire d'Europe, d'Afrique du Nord et d'Asie tempérée.

## Description
C'est une espèce de plante grimpante aux tiges ailées, aux feuilles à vrilles ramifiées, à deux folioles linéaires à lancéolées, aux stipules étroites. Les fleurs sont rose-pourpre, disposées en grappes, à longs pédoncules.

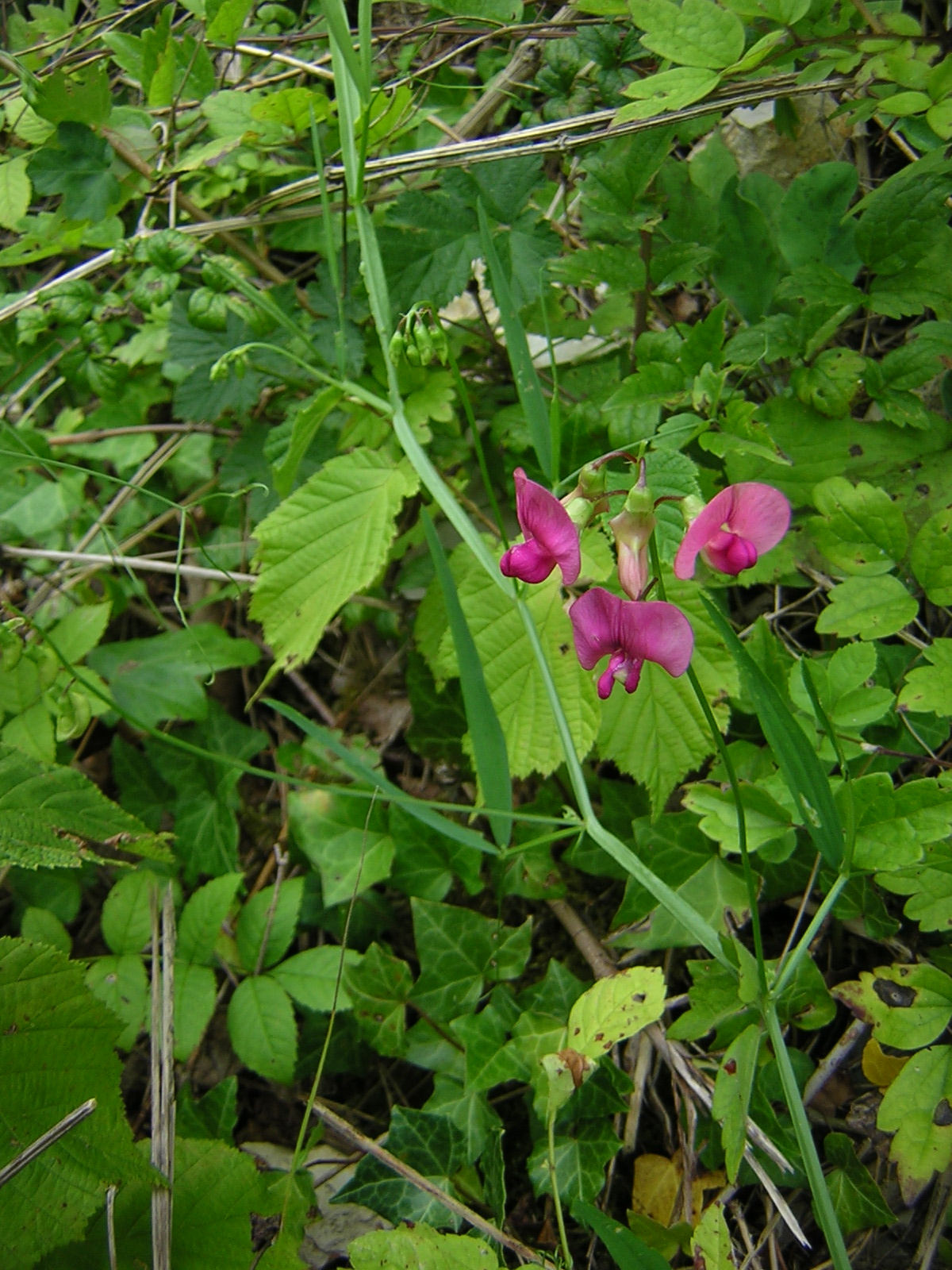
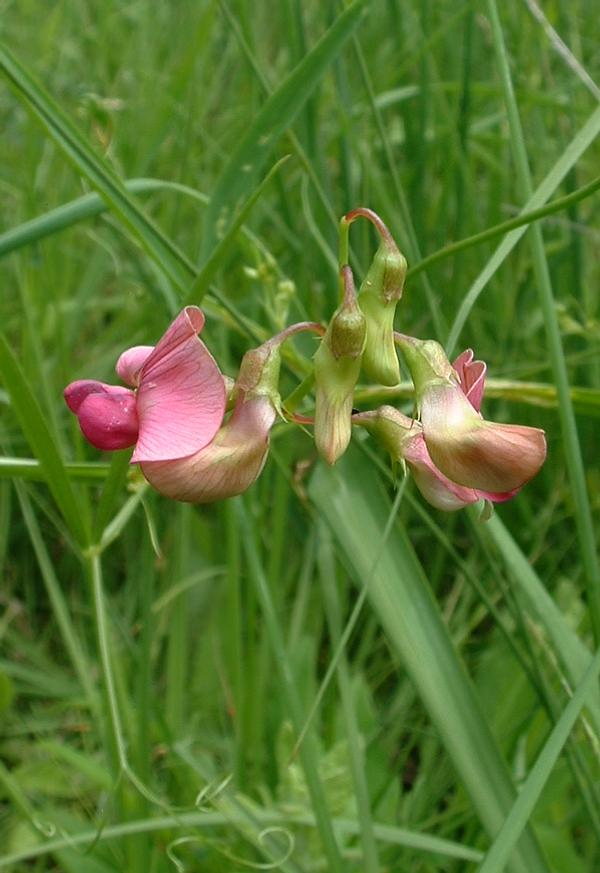
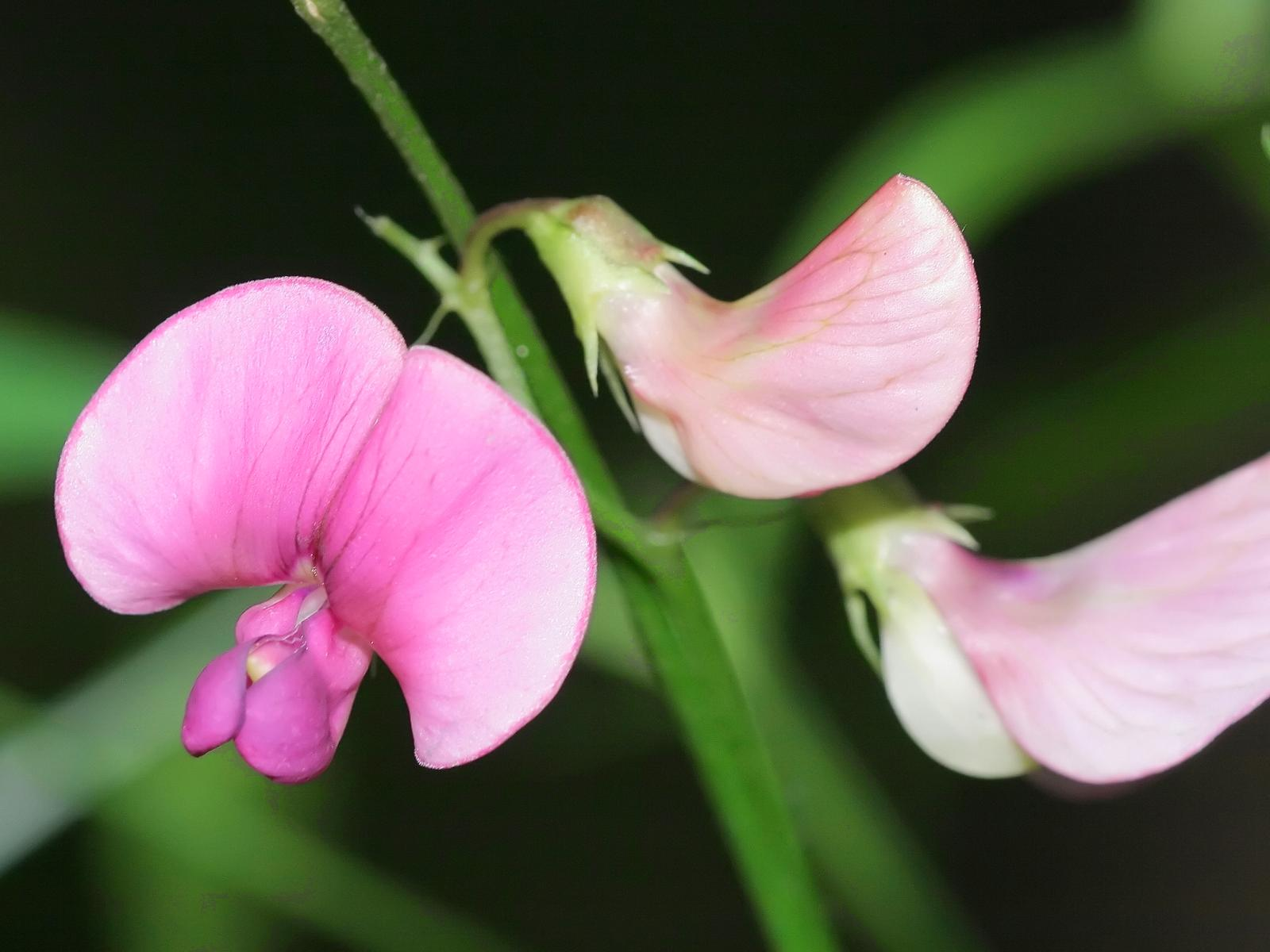
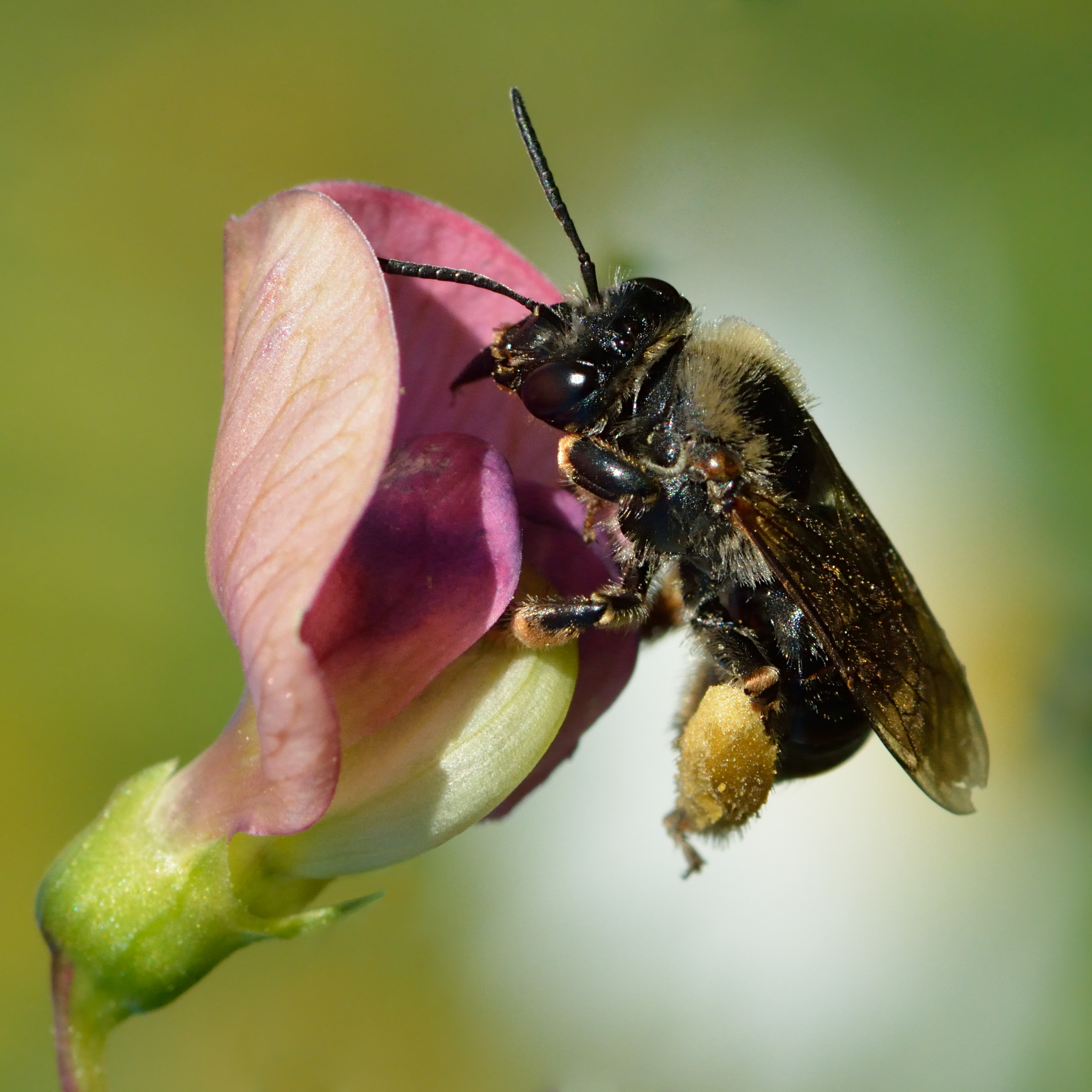

### Caractéristiques
Organes reproducteurs
- Couleur dominante des fleurs : rose
- Période de floraison : juillet-septembre
- Inflorescence : racème simple
- Sexualité : hermaphrodite
- Pollinisation : entomogame

Graine
- Fruit : gousse
- Dissémination : barochore

Habitat et répartition
- Habitat type : ourlets basophiles médioeuropéens
- Aire de répartition : européen

Données d'après : Julve, Ph., 1998 ff. - Baseflor. Index botanique, écologique et chorologique de la flore de France. Version : 23 avril 2004.

## Écologie
Bruchus affinis, la Bruche de la gesse, est une espèce d'insectes coléoptères de la famille des Chrysomelidae et de la sous-famille des Bruchinaequi se reproduit sur les gesses (plantes du genre Lathyrus), dont la gesse des bois. Les adultes sont groupées sur les plantes et participent peut-être à la pollinisation. Les femelles pondent sur les jeunes gousses et les larves se développent aux dépens des graines

## Statut de protection
En France, l'espèce est protégée dans le Nord-Pa-de-Calais.

## Synonyme
- Lathyrus variegatus Gilib.